# Горішня Ковачиця
Горішня Ковачи́ця (болг. Горна Ковачица) — село в Монтанській області Болгарії. Входить до складу общини Чипровці.

## Населення
За даними перепису населення 2011 року у селі проживали 122 особи, з них 121 особа (99,2%) — болгари.
Розподіл населення за віком у 2011 році:
Динаміка населення: